# غوين آب غويليم
غوين آب غويليم (بالإنجليزية: Gwynn ap Gwilym)‏ (1955 - 31 يوليو 2016)؛ مترجم، شاعر وروائي بريطاني.

## روابط خارجية
- غوين آب غويليم على موقع ديسكوغز (الإنجليزية)